# اتحادیه دیئاره (جسورصدار)
اتحادیه دیئاره (به لاتین: Deara Union) یک منطقهٔ مسکونی در بنگلادش است که در Jessore Sadar Upazila واقع شده‌است.
 اتحادیه دیئاره ۸۶٫۸۴ کیلومتر مربع مساحت و ۴۱٬۵۶۶ نفر جمعیت دارد.